# Ендрю Лотерстейн
Ендрю Лотерстейн (англ. Andrew Lauterstein; нар. 22 травня 1987, Мельбурн) — австралійський плавець, олімпійський медаліст.

## Виступи на Олімпіадах
| Олімпіада  | Дисципліна                        | Місце |
| ---------- | --------------------------------- | ----- |
| Пекін 2008 | естафета 4 × 100 вільним стилем   | 3     |
| Пекін 2008 | плавання на 100 метрів, батерфляй | 3     |
| Пекін 2008 | комплексна естафета 4 × 100       | 2     |